# Ercole Graziani
Ercole Graziani (Bologna, 1688 – Bologna, 1765) è stato un pittore italiano.

## Biografia

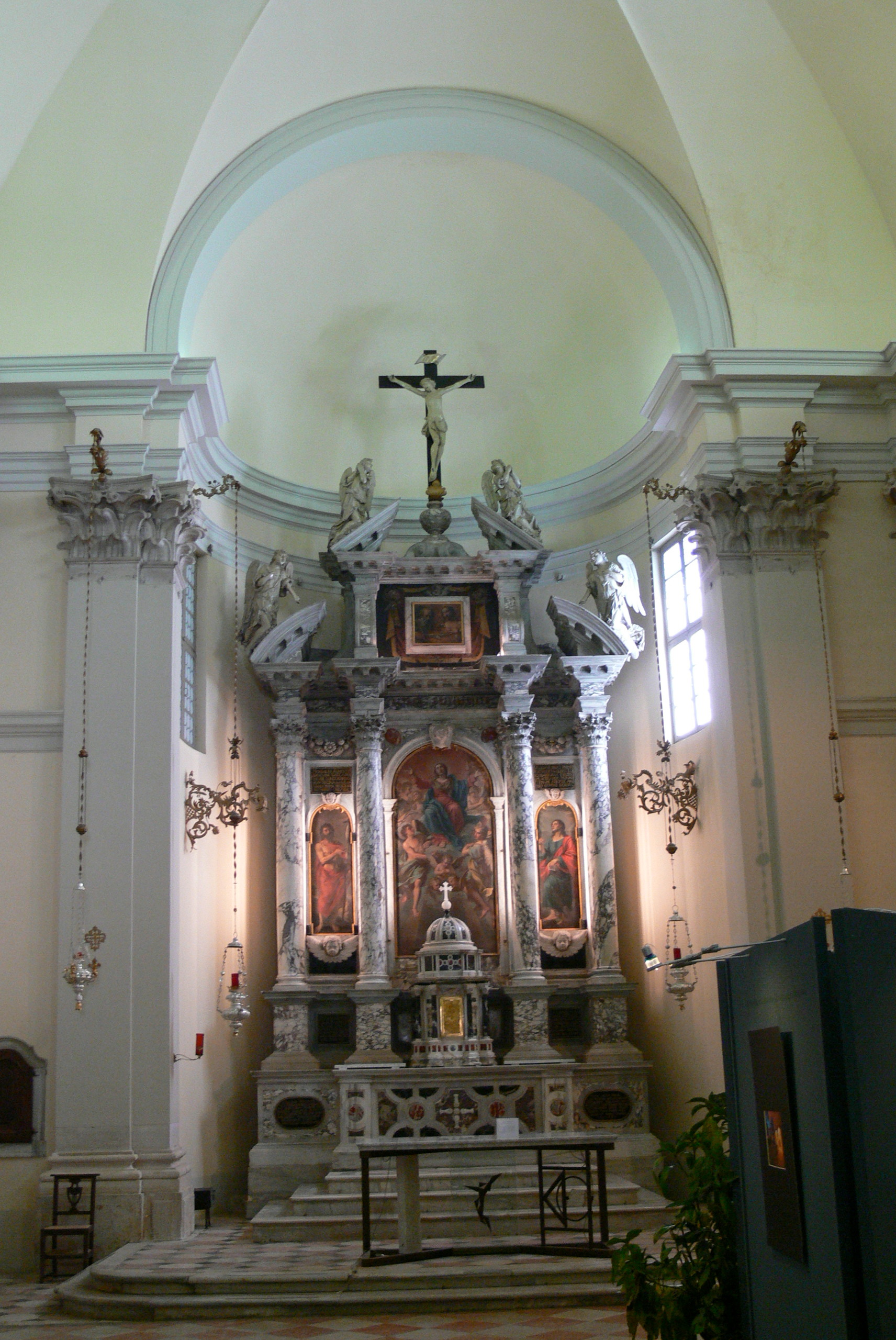
Cividale del Friuli, Altare di San Giovanni in Valle con pala di Ercole Graziani.

Fu allievo di Donato Creti, con il quale fu spesso confuso, esordì con opere che sono fedeli alle idealizzazioni formali del maestro: esempi di questa fase sono Lot e le sue figlie e Susanna con i vecchioni, entrambe le opere sono conservate alla Pinacoteca Nazionale di Bologna. Successivamente si avvicina al Pasinelli, maestro del Creti, con una produzione pittorica di derivazione neoveronesiana con interpretazioni più sentimentali.
Negli anni trenta del XVIII secolo Graziani produsse i suoi lavori più importanti sia nel genere sacro (come la Madonna con Bambino e sant'Irene, ora a Bruxelles) che profano. Nei decenni successivi seguì prima una fase accademizzante, come nel Battesimo di Cristo eseguito per la cattedrale di San Pietro a Bologna e i due dipinti per il Conservatorio di Santa Marta, poi una fase in cui gli eventi vengono interpretati in una chiave dimessa, come esemplificato dal maestro Daniele Crespi, tipico riferimento è San Mauro guarisce gli storpi della chiesa di San Procolo a Bologna.
A Roma nella Basilica di Santa Maria degli Angeli, Cappella del Beato Niccolò Albergati, è il dipinto sull'altare dal titolo Un miracolo del beato Niccolò Albergati. Sempre a Roma ha dipinto nel 1744 Sant'Apollinare consacrato vescovo da San Pietro, pala dell'altare maggiore della Basilica di Sant'Apollinare.
Graziani fu attivo anche a Chieti, con le tele delle Storie di Santa Caterina dei Vigri nella chiesa di san Francesco di Paola (1714), nella cappella di patronato dei Gozzi. Per la chiesa di San Francesco al Corso di Chieti, dipinse la Madonna col Bambino tra  San Giovanni battista e San Tommaso; ultima tela chietina è quella del 1728 di San Francesco alla Porziuncola, presso la chiesa di san Giovanni dei Cappuccini, nella cappella dei Gozzi.
Tra i suoi discepoli vanno ricordati Antonio Concioli, Alessandro-Mario Orselli e Carlo Bianconi.